# Milan Petržela
Milan Petržela est un footballeur international tchèque né le 19 juin 1983 à Hoštice-Heroltice. Jouant au poste de milieu latéral droit, il évolue actuellement en Gambrinus Liga avec le 1. FC Slovácko.

## Biographie

### International
Le 12 octobre 2010, il reçoit sa première sélection en équipe de Tchéquie, lors du match Liechtenstein - Tchéquie à Rheinpark Stadion (0-2).
Le 29 mai 2012, le sélectionneur Michal Bílek annonce que Milan est retenu dans la liste des 23 joueurs pour jouer l'Euro 2012.

## Palmarès
- Avec Viktoria Plzeň :
  - Champion de Tchéquie en 2011, 2015 et 2016.
  - Vainqueur de la Coupe de Tchéquie en 2010.
  - Vainqueur de la Supercoupe de Tchéquie en 2011.

## Statistiques détaillées

### En club
| Saison                | Club                  | Championnat           | Championnat | Championnat | Coupe(s) nationale(s) | Coupe(s) nationale(s) | Compétition(s) continentale(s) | Compétition(s) continentale(s) | Compétition(s) continentale(s) | Sélection    | Sélection | Sélection | Total | Total |
| Saison                | Club                  | Division              | M.          | B.          | M.                    | B.                    | Comp.                          | M.                             | B.                             | Équipe       | M.        | B.        | M.    | B.    |
| 2001 - 2002           | FK Drnovice           | 1                     | -           | -           | -                     | -                     | -                              | -                              | -                              | -            | -         | -         | 0     | 0     |
| 2002 - 2003           | FK Drnovice           | 2                     | -           | -           | -                     | -                     | -                              | -                              | -                              | -            | -         | -         | 0     | 0     |
| 2003 - 2004           | FC Slovácko           | 1                     | 20          | 1           | -                     | -                     | -                              | -                              | -                              | -            | -         | -         | 20    | 1     |
| 2004 - 2005           | FC Slovácko           | 1                     | 29          | 2           | -                     | -                     | -                              | -                              | -                              | -            | -         | -         | 29    | 2     |
| 2005 - 2006           | FC Slovácko           | 1                     | 21          | 0           | -                     | -                     | -                              | -                              | -                              | -            | -         | -         | 21    | 0     |
| 2006 - 2007           | FK Jablonec           | 1                     | 24          | 1           | -                     | -                     | -                              | -                              | -                              | -            | -         | -         | 24    | 1     |
| 2007 - 2008           | Sparta Prague         | 1                     | 1           | 0           | -                     | -                     | C3                             | 2                              | 0                              | -            | -         | -         | 3     | 0     |
| 2007 - 2008           | Viktoria Plzeň        | 1                     | 10          | 2           | -                     | -                     | -                              | -                              | -                              | -            | -         | -         | 10    | 2     |
| 2008 - 2009           | Viktoria Plzeň        | 1                     | 26          | 5           | 3                     | 2                     | -                              | -                              | -                              | -            | -         | -         | 29    | 7     |
| 2009 - 2010           | Viktoria Plzeň        | 1                     | 29          | 1           | 9                     | 4                     | -                              | -                              | -                              | -            | -         | -         | 38    | 5     |
| 2010 - 2011           | Viktoria Plzeň        | 1                     | 26          | 7           | 5                     | 0                     | C3                             | 2                              | 0                              | Rep. tchèque | 5         | 0         | 38    | 7     |
| 2011 - 2012           | Viktoria Plzeň        | 1                     | 27          | 7           | 2                     | 0                     | C1+C3                          | 12+2                           | 1+0                            | Rep. tchèque | 6         | 0         | 49    | 8     |
| 2012 - 2013           | FC Augsburg           | 1                     | 12          | 0           | 1                     | 0                     | -                              | -                              | -                              | Rep. tchèque | 3         | 0         | 16    | 0     |
| Total sur la carrière | Total sur la carrière | Total sur la carrière | 225         | 26          | 20                    | 6                     | -                              | 18                             | 1                              | 0            | 14        | 0         | 277   | 33    |